# Енсіна-де-Сан-Сільвестре
Енсіна-де-Сан-Сільвестре (ісп. Encina de San Silvestre) — муніципалітет в Іспанії, у складі автономної спільноти Кастилія-і-Леон, у провінції Саламанка. Населення — 121 особа (2010).
Муніципалітет розташований на відстані близько 210 км на захід від Мадрида, 36 км на захід від Саламанки.

## Демографія
Динаміка населення (INE ):

## Зовнішні посилання
- Провінційна рада Саламанки: індекс муніципалітетів [Архівовано 23 квітня 2009 у Wayback Machine.]
- Посилання на Google Maps